# 洛拉·奥尔布赖特
洛拉·奥尔布赖特（英語：Lola Albright，1924年7月20日—2017年3月23日），美国女演员、歌手。曾获得柏林国际电影节最佳女演员银熊奖。